# Batalla de Mabitac
La Batalla de Mabitac (en filipino: Labanan sa Mabitac, en inglés: Battle of Mabitac) fue un enfrentamiento en la Guerra filipino-estadounidense, cuando el 17 de septiembre de 1900, los filipinos al mando del general Juan Cailles derrotaron a una fuerza estadounidense comandada por el coronel Benjamin F. Cheatham, Jr.
Mabitac estaba unida a la ciudad de guarnición de Siniloan por una calzada que, el día de la batalla, estaba inundada de agua (en muchas partes hasta la cintura). El agua en los campos de arroz que la flanqueaban era aún más profunda, por lo que era imposible desplegarse adecuadamente fuera de la estrecha carretera. Las trincheras ocupadas por los filipinos a las órdenes de Cailles cortaban esta calzada, bloqueando el camino hacia Mabitac.
La batalla comenzó cuando elementos del 37º Regimiento de Infantería y del 15º Regimiento de Infantería, que avanzaban desde Siniloan, se vieron sometidos a un intenso fuego a unas 400 yardas de las trincheras enemigas, estimadas en 800 efectivos. Ocho tropas enviadas por delante para explorar las posiciones enemigas murieron hasta el último hombre cuando se acercaron a menos de 50 metros de los filipinos. Uno de los últimos en caer fue el teniente segundo George Cooper. El general Cailles, en un gesto honorable, dejó que el derrotado Cheatham recuperara los cuerpos de los ocho soldados muertos después de la batalla.
Mientras tanto, el cuerpo principal de la infantería estadounidense había quedado atrapado en el barro que le llegaba hasta la cintura, todavía a varios cientos de metros de las trincheras filipinas. Incapaz de desplegarse adecuadamente, y en una posición peligrosamente expuesta, se enzarzó en un tiroteo con las fuerzas filipinas durante casi 90 minutos. A pesar de la valentía del capitán John E. Moran, más tarde galardonado con la Medalla de Honor por tratar de animar a sus desmoralizados camaradas, los estadounidenses fueron muy maltratados, sufriendo decenas de bajas.
Ni siquiera el fuego de apoyo de un cañonero de la Armada de Estados Unidos (a unos 1.300 metros de distancia) y un intento de ataque por el flanco por parte de 60 estadounidenses, que no habían participado en el costoso asalto frontal, pudieron hacer mella en la posición filipina, y Cheatham se retiró poco después. Finalmente, el general Cailles logró una hábil retirada para evitar el envolvimiento y, al día siguiente, todo su mando había logrado escapar.
Según los norteamericanos, el Ejército de los Estados Unidos perdió unos 21 muertos y 23 heridos en la batalla, una pérdida efectiva del 33% de sus efectivos (calificada como una "pérdida profundamente impresionante" por el general norteamericano Arthur MacArthur, Jr. en un esfuerzo por disipar la posible conmoción de los militares estadounidenses). Las estimaciones norteamericanas cifran las pérdidas filipinas en 11 muertos y 20 heridos. Entre los muertos estaba el teniente coronel Fidel Sario.
Existe una versión diferente de la batalla en los Registros de la Revolución Filipina. Una carta dirigida a Miguel Estrada por un tal Faustin Pantua dice lo siguiente:

"Sr. Miguel Estrada,

Con la mayor satisfacción le comunico que procedente de las operaciones sobre los pueblos de Baybay, he llegado a este campamento con mi General y demás compañeros en buen estado, sin una sola baja, gracias a Dios, lo mismo que deseo para usted y su apreciada familia. Como resultado de nuestras operaciones puedo decir que el día 17, estando la ciudad de Mavitac ocupada por nuestras fuerzas desde la noche del 14, en la mañana del primer día mencionado, fuimos atacados por el enemigo en número de 300, por tierra y mar. Siendo nosotros los defensores del lugar, sólo éramos unos 300, más o menos. En efecto el fuego comenzó a las seis de la mañana, atacando el punto que ocupaba nuestro General y donde yo me encontraba el enemigo hizo el ataque en cuatro columnas cuyo fuego alternaba con los disparos de los cañones de las lanchas cañoneras, que tenían en las aguas de la Laguna, frente a dicho pueblo. Tres veces quisieron cargar con bayonetas, pero fracasaron en su intento, dándose cuenta de su completa derrota. Las tropas intentaron desembarcar en el flanco derecho del lugar atacado, pero no lo consiguieron porque nuestras tropas se lo impidieron con salvas que les obligaron a retroceder hasta la cañonera de donde venían. Siendo el enemigo completamente rechazado y el campo de batalla sembrado de cadáveres a causa de las bajas que habíamos causado. El enemigo retrocedió hacia Siniloan, los cañoneros hacia Paete. Como resultado del combate, el enemigo tuvo 180 bajas en muertos y heridos. Entre los primeros se pudieron contar, un Mayor, un Capitán y algunos oficiales subalternos, según informaciones fiables. Por nuestra parte sólo tenemos que lamentar cinco bajas, dos muertos y tres heridos. Entre los primeros se encontraba el valiente Teniente Coronel, Don Fidel S. Ángeles. Debido a las ventajas que aconseja la estrategia, estando ya nuestros soldados necesitados de municiones, nos vimos obligados a evacuar la población y concentrar nuestras fuerzas en el cuartel central de las fuerzas que operan sobre las poblaciones de Baybay desde donde percibimos y divisamos al enemigo atacando de nuevo, por tierra y por mar, desde las diez de la mañana hasta las dos de la tarde, en que tomaron la población o entraron en ella sin resistencia. Una vez en la ciudad, según parece, tuvieron noticia de la muerte de nuestro Teniente Coronel, para hacer creer tal vez que el cadáver cayó en sus manos o poder. Vistieron a cierta persona [con ropa] del Teniente Coronel en un oficial de la reserva naval a quien tuvieron por muchos años en la "Calabus" en Paete y lo mataron en el pueblo. ¡Qué brutalidad! ¡Qué infamia para una nación que se precia de ser civilizada y humana! ¡Basta de americanismo! Entonces, ¡viva la República Filipina!
Con respecto al deber que se le encomendó a su amada hermana desearía que me hiciera el favor de enviarme una relación de lo que pudo comprar en Manila con expresión de la cantidad o valor de cada una para poder disponer por medio de una persona de mi confianza, que pueda ser recogida, del precio por su importe total. Sin nada más por el momento, con saludos para usted y su familia. Quedo como su verdadero y fiel amigo y su servidor que besa sus manos.

Faustin Pantua"

El general de división estadounidense John C. Bates dijo más tarde sobre esta batalla: "Se considera caritativo, así como político, dejar caer un velo sobre este asunto en lugar de dar cualquier publicidad que se pueda evitar".
Después de esta Primera Batalla de Mabitac en 1900, se libró aquí una segunda batalla durante la Segunda Guerra Mundial en 1945. La ciudad fue liberada del Ejército Imperial Japonés por las tropas de la Commonwealth filipina de la 4ª, 41.ª, 42ª y 43.ª División de Infantería del Ejército de Filipinas y el 4º Regimiento de la Policía de Filipinas con algunos elementos de la guerrilla.